# Claude Dubaële
Claude Dubaële  est un footballeur français né le 19 janvier 1940 à Lens (Pas-de-Calais). Il fait 1,75 m pour 74 kg.

## Biographie
Il joue milieu de terrain offensif ou attaquant au Stade de Reims, au Stade rennais UC et au SCO Angers. 
Par la suite, il se lance dans une carrière d'entraîneur. 

## Carrière

### Joueur
- 1957-1964 : Stade de Reims
- 1964-1966 : Stade rennais UC
- 1966-1970 : SCO Angers
- 1970-1972 : Lille OSC
- 1972-1973 : Le Mans UC

### Entraîneur
- 1973-1974 : Fossemagne (district de Dordogne)
- 1974-1976 : Stade rennais (entraîneur adjoint)
- 1976- janv.1978 : Stade rennais
- 1978-1979 : Paris SG (centre de formation)
- 1979-1980 : Red Star
- ?? : AS Montferrand
- Condé Sports

## Palmarès
- Champion de France en 1958, 1960 et 1962 avec le Stade de Reims
- Champion de France de D2 en 1969 avec le SCO Angers
- Vainqueur de la Coupe de France en 1965 avec le Stade rennais UC
- Finaliste du championnat de France de D2 en 1971 (face au PSG).

## Statistiques
- 254 matchs et 88 buts en Division 1
- 80 matchs et 21 buts en Division 2
- 3 matchs et 3 buts en Ligue des Champions
- 2 matchs et 0 but en Coupe des Vainqueurs de Coupes